# Élections municipales de 2026 dans l'Aube
Pour un article plus général, voir Élections municipales françaises de 2026.
Les élections municipales dans l'Aube sont prévues en mars 2026. Cette page ne traite que les communes de 2 500 habitants et plus dans l'Aube.

## Résultats à l'échelle du département

### Maires sortants et maires élus
| Commune                  | Population (en 2022) | Maire sortant(e)         | Parti | Parti | Maire élu(e) | Parti | Parti |
| ------------------------ | -------------------- | ------------------------ | ----- | ----- | ------------ | ----- | ----- |
| Aix-Villemaur-Pâlis      | 3 336                | Séverine Delsert-Broquet |       | DVG   |              |       |       |
| Arcis-sur-Aube           | 2 779                | Charles Hittler          |       | DVD   |              |       |       |
| Bar-sur-Aube             | 4 743                | Philippe Borde           |       | LR    |              |       |       |
| Bar-sur-Seine            | 2 869                | Dominique Baroni         |       | SE    |              |       |       |
| Bréviandes               | 3 091                | Thierry Blasco           |       | DVG   |              |       |       |
| Brienne-le-Château       | 2 703                | Laurent Sibois           |       | SE    |              |       |       |
| La Chapelle-Saint-Luc    | 12 603               | Olivier Girardin         |       | PS    |              |       |       |
| Les Noës-près-Troyes     | 3 260                | Philippe Lemoine         |       | SE    |              |       |       |
| Nogent-sur-Seine         | 5 673                | Estelle Bomberger-Rivot  |       | LR    |              |       |       |
| Pont-Sainte-Marie        | 5 202                | Pascal Landréat          |       | RE    |              |       |       |
| La Rivière-de-Corps      | 3 681                | Christophe Chomat        |       | SE    |              |       |       |
| Romilly-sur-Seine        | 14 751               | Éric Vuillemin           |       | LR    |              |       |       |
| Rosières-près-Troyes     | 4 866                | Arnaud Raymond           |       | SE    |              |       |       |
| Saint-André-les-Vergers  | 12 695               | Catherine Ledouble       |       | DVD   |              |       |       |
| Saint-Julien-les-Villas  | 6 752                | Jean-Michel Viart        |       | SE    |              |       |       |
| Saint-Lyé                | 2 867                | Nicolas Mennetrier       |       | DVG   |              |       |       |
| Saint-Parres-aux-Tertres | 3 214                | Jack Hirtzig             |       | SE    |              |       |       |
| Sainte-Savine            | 10 457               | Arnaud Magloire          |       | DVG   |              |       |       |
| Troyes                   | 62 443               | François Baroin          |       | LR    |              |       |       |
| Villenauxe-la-Grande     | 2 604                | Barbara Carpanese        |       | SE    |              |       |       |

### Résultats en nombre de maires
| Partis       | Partis           | Maires sortants | Maires élus | Évolution |
| ------------ | ---------------- | --------------- | ----------- | --------- |
|              | Les Républicains | 4               |             |           |
|              | Divers droite    | 2               |             |           |
| Total droite | Total droite     | 6               |             |           |
|              | Divers gauche    | 4               |             |           |
|              | Parti socialiste | 1               |             |           |
| Total gauche | Total gauche     | 5               |             |           |
|              | Renaissance      | 1               |             |           |
| Total centre | Total centre     | 1               |             |           |
|              | Sans étiquette   | 8               |             |           |
| Total        | Total            | 20              | 20          | -         |

## Résultats dans les communes de plus de 2 500 habitants

### Aix-Villemaur-Pâlis
- Maire sortante : Séverine Delsert-Broquet (DVG)
- 23 sièges à pourvoir au conseil municipal (population légale 2022 : 3 336 habitants)
- 14 sièges à pourvoir au conseil communautaire (CC du Pays d'Othe)

| Tête de liste | Tête de liste | Parti(s) | Nuance | Premier tour | Premier tour | Second tour | Second tour | Sièges | Sièges |
| Tête de liste | Tête de liste | Parti(s) | Nuance | Voix         | %            | Voix        | %           | CM     | CC     |
| ------------- | ------------- | -------- | ------ | ------------ | ------------ | ----------- | ----------- | ------ | ------ |

### Arcis-sur-Aube
- Maire sortant : Charles Hittler (DVD)
- 23 sièges à pourvoir au conseil municipal (population légale 2022 : 2 779 habitants)
- 13 sièges à pourvoir au conseil communautaire (CC d'Arcis, Mailly, Remerupt)

| Tête de liste | Tête de liste | Parti(s) | Nuance | Premier tour | Premier tour | Second tour | Second tour | Sièges | Sièges |
| Tête de liste | Tête de liste | Parti(s) | Nuance | Voix         | %            | Voix        | %           | CM     | CC     |
| ------------- | ------------- | -------- | ------ | ------------ | ------------ | ----------- | ----------- | ------ | ------ |

### Bar-sur-Aube
- Maire sortant : Philippe Borde (LR)
- 27 sièges à pourvoir au conseil municipal (population légale 2022 : 4 743 habitants)
- 19 sièges à pourvoir au conseil communautaire (CC de la Région de Bar-sur-Aube)

| Tête de liste | Tête de liste | Parti(s) | Nuance | Premier tour | Premier tour | Second tour | Second tour | Sièges | Sièges |
| Tête de liste | Tête de liste | Parti(s) | Nuance | Voix         | %            | Voix        | %           | CM     | CC     |
| ------------- | ------------- | -------- | ------ | ------------ | ------------ | ----------- | ----------- | ------ | ------ |

### Bar-sur-Seine
- Maire sortant : Dominique Baroni (SE)
- 23 sièges à pourvoir au conseil municipal (population légale 2022 : 2 869 habitants)
- 9 sièges à pourvoir au conseil communautaire (CC du Barséquanais en Champagne)

| Tête de liste | Tête de liste | Parti(s) | Nuance | Premier tour | Premier tour | Second tour | Second tour | Sièges | Sièges |
| Tête de liste | Tête de liste | Parti(s) | Nuance | Voix         | %            | Voix        | %           | CM     | CC     |
| ------------- | ------------- | -------- | ------ | ------------ | ------------ | ----------- | ----------- | ------ | ------ |

### Bréviandes
- Maire sortant : Thierry Blasco (DVG)
- 23 sièges à pourvoir au conseil municipal (population légale 2022 : 3 091 habitants)
- 1 siège à pourvoir au conseil communautaire (Troyes Champagne Métropole)

| Tête de liste | Tête de liste | Parti(s) | Nuance | Premier tour | Premier tour | Second tour | Second tour | Sièges | Sièges |
| Tête de liste | Tête de liste | Parti(s) | Nuance | Voix         | %            | Voix        | %           | CM     | CC     |
| ------------- | ------------- | -------- | ------ | ------------ | ------------ | ----------- | ----------- | ------ | ------ |

### Brienne-le-Château
- Maire sortant : Laurent Sibois (SE)
- 23 sièges à pourvoir au conseil municipal (population légale 2022 : 2 703 habitants)
- 14 sièges à pourvoir au conseil communautaire (CC des Lacs de Champagne)

| Tête de liste | Tête de liste | Parti(s) | Nuance | Premier tour | Premier tour | Second tour | Second tour | Sièges | Sièges |
| Tête de liste | Tête de liste | Parti(s) | Nuance | Voix         | %            | Voix        | %           | CM     | CC     |
| ------------- | ------------- | -------- | ------ | ------------ | ------------ | ----------- | ----------- | ------ | ------ |

### La Chapelle-Saint-Luc
- Maire sortant : Olivier Girardin (PS)
- 33 sièges à pourvoir au conseil municipal (population légale 2022 : 12 603 habitants)
- 7 sièges à pourvoir au conseil communautaire (Troyes Champagne Métropole)

| Tête de liste | Tête de liste | Parti(s) | Nuance | Premier tour | Premier tour | Second tour | Second tour | Sièges | Sièges |
| Tête de liste | Tête de liste | Parti(s) | Nuance | Voix         | %            | Voix        | %           | CM     | CC     |
| ------------- | ------------- | -------- | ------ | ------------ | ------------ | ----------- | ----------- | ------ | ------ |

### Les Noës-près-Troyes
- Maire sortant : Philippe Lemoine (SE)
- 23 sièges à pourvoir au conseil municipal (population légale 2022 : 3 260 habitants)
- 1 siège à pourvoir au conseil communautaire (Troyes Champagne Métropole)

| Tête de liste | Tête de liste | Parti(s) | Nuance | Premier tour | Premier tour | Second tour | Second tour | Sièges | Sièges |
| Tête de liste | Tête de liste | Parti(s) | Nuance | Voix         | %            | Voix        | %           | CM     | CC     |
| ------------- | ------------- | -------- | ------ | ------------ | ------------ | ----------- | ----------- | ------ | ------ |

### Nogent-sur-Seine
- Maire sortante : Estelle Bomberger-Rivot (LR)
- 29 sièges à pourvoir au conseil municipal (population légale 2022 : 5 673 habitants)
- 12 sièges à pourvoir au conseil communautaire (CC du Nogentais)

| Tête de liste | Tête de liste | Parti(s) | Nuance | Premier tour | Premier tour | Second tour | Second tour | Sièges | Sièges |
| Tête de liste | Tête de liste | Parti(s) | Nuance | Voix         | %            | Voix        | %           | CM     | CC     |
| ------------- | ------------- | -------- | ------ | ------------ | ------------ | ----------- | ----------- | ------ | ------ |

### Pont-Sainte-Marie
- Maire sortant : Pascal Landréat (RE)
- 29 sièges à pourvoir au conseil municipal (population légale 2022 : 5 202 habitants)
- 2 sièges à pourvoir au conseil communautaire (Troyes Champagne Métropole)

| Tête de liste            | Tête de liste   | Parti(s) | Nuance | Premier tour | Premier tour | Second tour | Second tour | Sièges | Sièges |
| Tête de liste            | Tête de liste   | Parti(s) | Nuance | Voix         | %            | Voix        | %           | CM     | CC     |
| ------------------------ | --------------- | -------- | ------ | ------------ | ------------ | ----------- | ----------- | ------ | ------ |
|                          | Didier Freville | SE       |        |              |              |             |             |        |        |
|                          |                 |          |        |              |              |             |             |        |        |
| Exprimés                 |                 |          |        |              |              |             |             |        |        |
| Votes blancs             |                 |          |        |              |              |             |             |        |        |
| Votes nuls               |                 |          |        |              |              |             |             |        |        |
| Total                    | Total           | Total    | Total  |              | 100          |             | 100         | 29     | 2      |
| Absentions               |                 |          |        |              |              |             |             |        |        |
| Inscrits / participation |                 |          |        |              |              |             |             |        |        |

### La Rivière-de-Corps
- Maire sortant : Christophe Chomat (SE)
- 27 sièges à pourvoir au conseil municipal (population légale 2022 : 3 681 habitants)
- 1 siège à pourvoir au conseil communautaire (Troyes Champagne Métropole)

| Tête de liste | Tête de liste | Parti(s) | Nuance | Premier tour | Premier tour | Second tour | Second tour | Sièges | Sièges |
| Tête de liste | Tête de liste | Parti(s) | Nuance | Voix         | %            | Voix        | %           | CM     | CC     |
| ------------- | ------------- | -------- | ------ | ------------ | ------------ | ----------- | ----------- | ------ | ------ |

### Romilly-sur-Seine
- Maire sortant : Éric Vuillemin (LR)
- 33 sièges à pourvoir au conseil municipal (population légale 2022 : 14 751 habitants)
- 13 sièges à pourvoir au conseil communautaire (CC des Portes de Romilly-sur-Seine)

| Tête de liste            | Tête de liste | Parti(s) | Nuance | Premier tour | Premier tour | Second tour | Second tour | Sièges | Sièges |
| Tête de liste            | Tête de liste | Parti(s) | Nuance | Voix         | %            | Voix        | %           | CM     | CC     |
| ------------------------ | ------------- | -------- | ------ | ------------ | ------------ | ----------- | ----------- | ------ | ------ |
|                          | Adam Da Mota  | SE       |        |              |              |             |             |        |        |
|                          |               |          |        |              |              |             |             |        |        |
| Exprimés                 |               |          |        |              |              |             |             |        |        |
| Votes blancs             |               |          |        |              |              |             |             |        |        |
| Votes nuls               |               |          |        |              |              |             |             |        |        |
| Total                    | Total         | Total    | Total  |              | 100          |             | 100         | 33     | 13     |
| Absentions               |               |          |        |              |              |             |             |        |        |
| Inscrits / participation |               |          |        |              |              |             |             |        |        |

### Rosières-près-Troyes
- Maire sortant : Arnaud Raymond (SE)
- 27 sièges à pourvoir au conseil municipal (population légale 2022 : 4 866 habitants)
- 2 sièges à pourvoir au conseil communautaire (Troyes Champagne Métropole)

| Tête de liste | Tête de liste | Parti(s) | Nuance | Premier tour | Premier tour | Second tour | Second tour | Sièges | Sièges |
| Tête de liste | Tête de liste | Parti(s) | Nuance | Voix         | %            | Voix        | %           | CM     | CC     |
| ------------- | ------------- | -------- | ------ | ------------ | ------------ | ----------- | ----------- | ------ | ------ |

### Saint-André-les-Vergers
- Maire sortante : Catherine Ledouble (DVD)
- 33 sièges à pourvoir au conseil municipal (population légale 2022 : 12 695 habitants)
- 7 sièges à pourvoir au conseil communautaire (Troyes Champagne Métropole)

| Tête de liste | Tête de liste | Parti(s) | Nuance | Premier tour | Premier tour | Second tour | Second tour | Sièges | Sièges |
| Tête de liste | Tête de liste | Parti(s) | Nuance | Voix         | %            | Voix        | %           | CM     | CC     |
| ------------- | ------------- | -------- | ------ | ------------ | ------------ | ----------- | ----------- | ------ | ------ |

### Saint-Julien-les-Villas
- Maire sortant : Jean-Michel Viart (SE)
- 29 sièges à pourvoir au conseil municipal (population légale 2022 : 6 752 habitants)
- 3 sièges à pourvoir au conseil communautaire (Troyes Champagne Métropole)

| Tête de liste | Tête de liste | Parti(s) | Nuance | Premier tour | Premier tour | Second tour | Second tour | Sièges | Sièges |
| Tête de liste | Tête de liste | Parti(s) | Nuance | Voix         | %            | Voix        | %           | CM     | CC     |
| ------------- | ------------- | -------- | ------ | ------------ | ------------ | ----------- | ----------- | ------ | ------ |

### Saint-Lyé
- Maire sortant : Nicolas Mennetrier (DVG)
- 23 sièges à pourvoir au conseil municipal (population légale 2022 : 2 867 habitants)
- 1siège à pourvoir au conseil communautaire (Troyes Champagne Métropole)

| Tête de liste | Tête de liste | Parti(s) | Nuance | Premier tour | Premier tour | Second tour | Second tour | Sièges | Sièges |
| Tête de liste | Tête de liste | Parti(s) | Nuance | Voix         | %            | Voix        | %           | CM     | CC     |
| ------------- | ------------- | -------- | ------ | ------------ | ------------ | ----------- | ----------- | ------ | ------ |

### Saint-Parres-aux-Tertres
- Maire sortant : Jack Hirtzig (SE)
- 23 sièges à pourvoir au conseil municipal (population légale 2022 : 3 214 habitants)
- 1 siège à pourvoir au conseil communautaire (Troyes Champagne Métropole)

| Tête de liste | Tête de liste | Parti(s) | Nuance | Premier tour | Premier tour | Second tour | Second tour | Sièges | Sièges |
| Tête de liste | Tête de liste | Parti(s) | Nuance | Voix         | %            | Voix        | %           | CM     | CC     |
| ------------- | ------------- | -------- | ------ | ------------ | ------------ | ----------- | ----------- | ------ | ------ |

### Sainte-Savine
- Maire sortant : Arnaud Magloire (DVG)
- 33 sièges à pourvoir au conseil municipal (population légale 2022 : 10 457 habitants)
- 5 sièges à pourvoir au conseil communautaire (Troyes Champagne Métropole)

| Tête de liste | Tête de liste | Parti(s) | Nuance | Premier tour | Premier tour | Second tour | Second tour | Sièges | Sièges |
| Tête de liste | Tête de liste | Parti(s) | Nuance | Voix         | %            | Voix        | %           | CM     | CC     |
| ------------- | ------------- | -------- | ------ | ------------ | ------------ | ----------- | ----------- | ------ | ------ |

### Troyes
- Maire sortant : François Baroin (LR)
- 49 sièges à pourvoir au conseil municipal (population légale 2022 : 62 443 habitants)
- 35 sièges à pourvoir au conseil communautaire (Troyes Champagne Métropole)

| Tête de liste | Tête de liste | Parti(s) | Nuance | Premier tour | Premier tour | Second tour | Second tour | Sièges | Sièges |
| Tête de liste | Tête de liste | Parti(s) | Nuance | Voix         | %            | Voix        | %           | CM     | CC     |
| ------------- | ------------- | -------- | ------ | ------------ | ------------ | ----------- | ----------- | ------ | ------ |

### Villenauxe-la-Grande
- Maire sortante : Barbara Carpanese (SE)
- 23 sièges à pourvoir au conseil municipal (population légale 2022 : 2 604 habitants)
- 5 sièges à pourvoir au conseil communautaire (CC du Nogentais)

| Tête de liste | Tête de liste | Parti(s) | Nuance | Premier tour | Premier tour | Second tour | Second tour | Sièges | Sièges |
| Tête de liste | Tête de liste | Parti(s) | Nuance | Voix         | %            | Voix        | %           | CM     | CC     |
| ------------- | ------------- | -------- | ------ | ------------ | ------------ | ----------- | ----------- | ------ | ------ |